# Ingmar Heytze

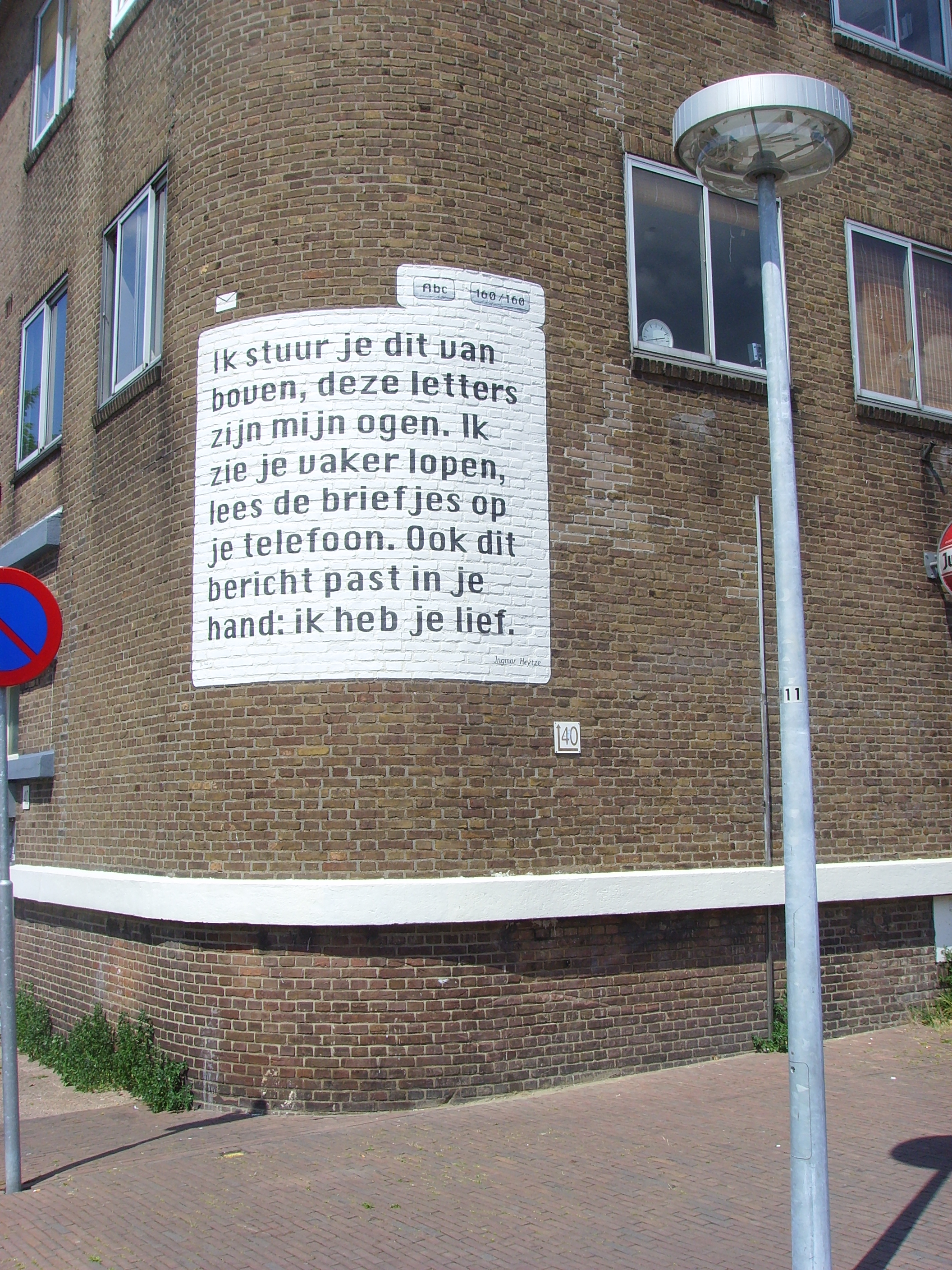
Sms-gedicht van Ingmar Heytze aan de Heycopstraat in Utrecht.

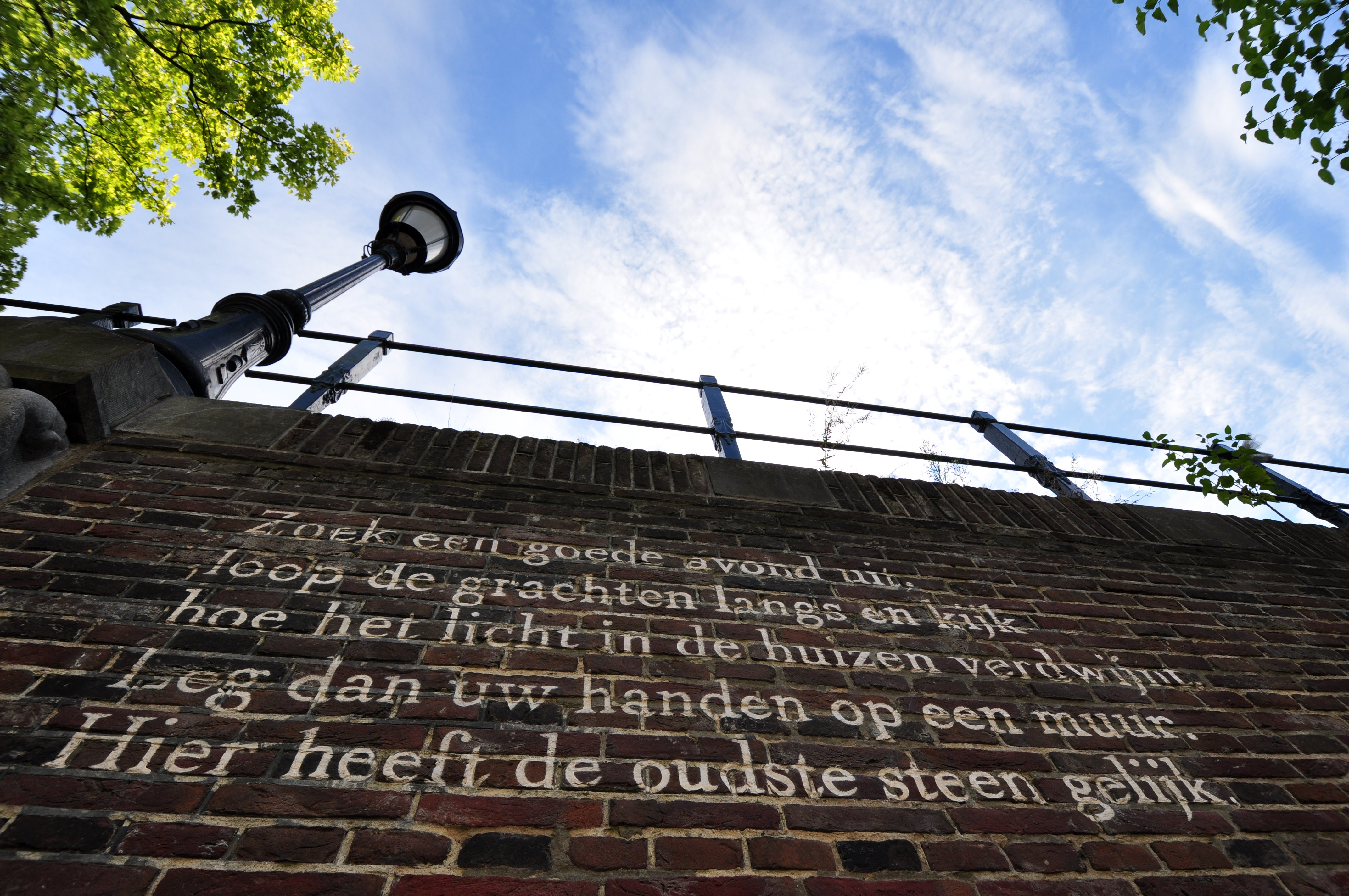
Utrecht voor beginners van Heytze aan de Oudegracht aan de werf in Utrecht.

Ingmar Heytze (Utrecht, 16 februari 1970) is een Nederlandse dichter en schrijver.

## Carrière
Heytze begon op 15-jarige leeftijd met dichten. Hij studeerde Algemene Letteren (tegenwoordig Taal- en Cultuurstudies) in zijn geboortestad Utrecht, met als specialisatie Communicatiekunde. In 1997 debuteerde hij met De allesvrezer en trad hij ook op tijdens de Nacht van de Poëzie. In het culturele seizoen 1999-2000 was hij de eerste "huisfilosoof" van het Utrechtse Centraal Museum.
Heytze rekent men tot de zogenaamde Utrecht Maffia, een groep van Utrechtse schrijvers en columnisten, waartoe ook Manon Uphoff, Ronald Giphart, Jerry Goossens en Jack Nouws gerekend worden. Halverwege de jaren negentig kwam deze groep schrijvers onregelmatig samen in Theatercafé De Bastaard. Het bestaan van deze groep is door de leden altijd ontkend.
Als freelance journalist werkte hij onder meer voor het Utrechts Universiteitsblad, het hogeschoolblad Trajectum en in het verleden voor Rails en CJP Magazine. Sinds 1999 schrijft Heytze wekelijks een column In de Utrechtse editie van Algemeen Dagblad, het vroegere Utrechts Nieuwsblad. In 2009 volgde hij Nico Dijkshoorn op als sportcolumnist bij de Volkskrant, om in 2011 vervangen te worden door Peter Middendorp.
In 2008 ontving hij de tweejaarlijkse C.C.S. Crone-prijs en in 2016 de Maartenspenning.
Op 5 februari 2009 is Heytze unaniem door de Utrechtse gemeenteraad benoemd tot eerste officiële Utrechtse stadsdichter, hij werd op 15 maart 2009 geïnstalleerd. Als stadsdichter schreef hij diverse gedichten waaronder Groene Daken en Middellange solo voor Jazz-a-Palooza. Hij was stadsdichter tot 2011 en toen zijn termijn afliep is er geen nieuwe stadsdichter gekozen. Het Utrechts Dichtersgilde heeft het stadsdichterschap overgenomen.
Vanaf 2009 speelt Ingmar in de band Asfaltfeeën, een samenwerking tussen bassist Cor van Ingen en Ellen Deckwitz. In 2021 kwam het album 'Zwart Glimmend Chroom' uit bij Excelsior Recordings.
In 2025 stapte Heytze na ruim twintig jaar over van uitgeverij Podium naar Van Oorschot.

### Poëzie
- Alleen mijn kat applaudisseert. Amsterdam, Stichting Lift, 1989.
- De allesvrezer. Utrecht, Kwadraat, 1997.
- Sta op en wankel. Utrecht, Kwadraat, 1999.
- Aan de bruid. Amsterdam, Podium, 2000.
- Alle goeds. Bevat: De allesvrezer; Sta op en wankel; Aan de bruid. Amsterdam, Podium, 2001.
- Utrechtse gedichten. Utrecht, Bijleveld, 2001.
- Het ging over rozen. Amsterdam, Podium, 2002.
- Nietzsche schrijft een laatste vers. Gedichten over filosofen. Amsterdam, Podium, 2004.
- Schaduwboekhouding. Amsterdam, Podium, 2005.
- Het beste en de rest. Bloemlezing uit eigen werk, incl. CD. Amsterdam, Podium, 2006.
- Elders in de wereld. Amsterdam, Podium, 2008.
- Utrecht voor beginners: de Domstad in 127 gedichten. Amsterdam, Podium, 2009.
- Utrecht voor gevorderden. De Domstad in 40 nieuwe gedichten. Amsterdam, Podium, 2011.
- Ademhalen onder de maan. Amsterdam, Podium, 2012.
- De man die ophield te bestaan. Amsterdam, Podium, 2015.
- Utrecht voor beginners & gevorderden : verzamelde Utrechtse gedichten. Amsterdam, Podium, 2015.
- Voor de liefste onbekende, bijna alle gedichten, verzamelde gedichten 1985-2016, Amsterdam, Podium, 2016.
- Ik wilde je iets moois vertellen. Amsterdam, Podium, 2018.
- De Honderd van Heytze. Amsterdam, Podium, 2021.
- Met wat geluk. Amsterdam. Podium, 2022.
- Voor jou altijd alles, verzameld werk. Amsterdam. Podium, 2023.
- Postkamer. Amsterdam. Van Oorschot, 2025.

### Proza
- Ik ben er voor niemand. Prozaminiaturen. Amsterdam, Podium, 2003.
- Scooterdagboek. Amsterdam, Podium, 2005.
- Reisoefeningen. Amsterdam, Podium, 2013.

#### Mede-auteur
- Verdomd interessant, maar gaat u verder. De taal van Wim T. Schippers. Ingmar Heytze & Vrouwkje Tuinman. Den Haag, SDU / Antwerpen, Standaard; 2000.
- Seks. De daad in 69 gedichten. Samengesteld en ingeleid door Vrouwkje Tuinman & Ingmar Heytze. Amsterdam, Uitgeverij 521; 2001.
- Drugs. Verslavende gedichten. Samengesteld en ingeleid door Vrouwkje Tuinman & Ingmar Heytze. Amsterdam, Uitgeverij 521; 2002.
- Rock 'n' roll. Klinkende gedichten. Samengesteld en ingeleid door Vrouwkje Tuinman & Ingmar Heytze. Amsterdam, Uitgeverij 521; 2002.
- Man zoekt vrouw om hem gelukkig te maken. Verhalenbundel. Onder pseudoniem Yusef el Halal , samen met een groep collega-schrijvers onder wie Jacob van Duijn, Ronald Giphart, Ernest van der Kwast en Steven Verhelst. ISBN 9789051088700, 2004.
- De kok en de dichter. Ingmar Heytze en Jeroen van Nijnatten. Naarden, Strengholt United Media, 2008.

### Openbare ruimte
In de openbare ruimte in Utrecht zijn vijf gedichten van Ingmar Heytze te vinden. Het gedicht Utrecht voor beginners aan de Oudegracht, beneden aan de werf ter hoogte van huisnummer 36, het Sms-gedicht in 160 tekens aan de Heycopstraat nummer 40 in de Dichterswijk en een gedicht in het Stadhuis van Utrecht op de gang bij de Raadzaal. Sinds mei 2012 staat Muren, vazen op het keramisch kunstwerk Lof der Keramiek, en sinds 2019 een gedicht in een café aan het Lucasbolwerk.

### Overige werken
- Het voordeel van de twijfel: een huisfilosofisch dagboek voor het Centraal Museum. Utrecht, Centraal Museum, 2000.